# HITCAP
HITCAPは、日立製作所が開発・販売していた、大型のDTPシステム。すでに販売終了している。
オフィスにおけるマニュアル、社報などの定期刊行物の内製化を視野に入れた営業展開がなされていた。モノクロ機ではあったがそれなりの顧客を得ていた。
WYSIWYGな編集環境で組版を行い、レーザープリンター出力（これを最終制作物としたり、あるいは版下として印刷工程に回す）をおこなうことができた。また、このプリンタは同社製ワードプロセッサからも接続できた。(一部モデルでは?)写研システムからの出力にも対応していた。
編集機が二百数十万円、ラックやプリンタを含めると400～600万円前後のシステムだった。イメージスキャナやハードディスクドライブなどの周辺機器による拡張が可能だった。

## 関連記事
- DTP
- Computer Typesetting System(CTS)